# Adria Arjona

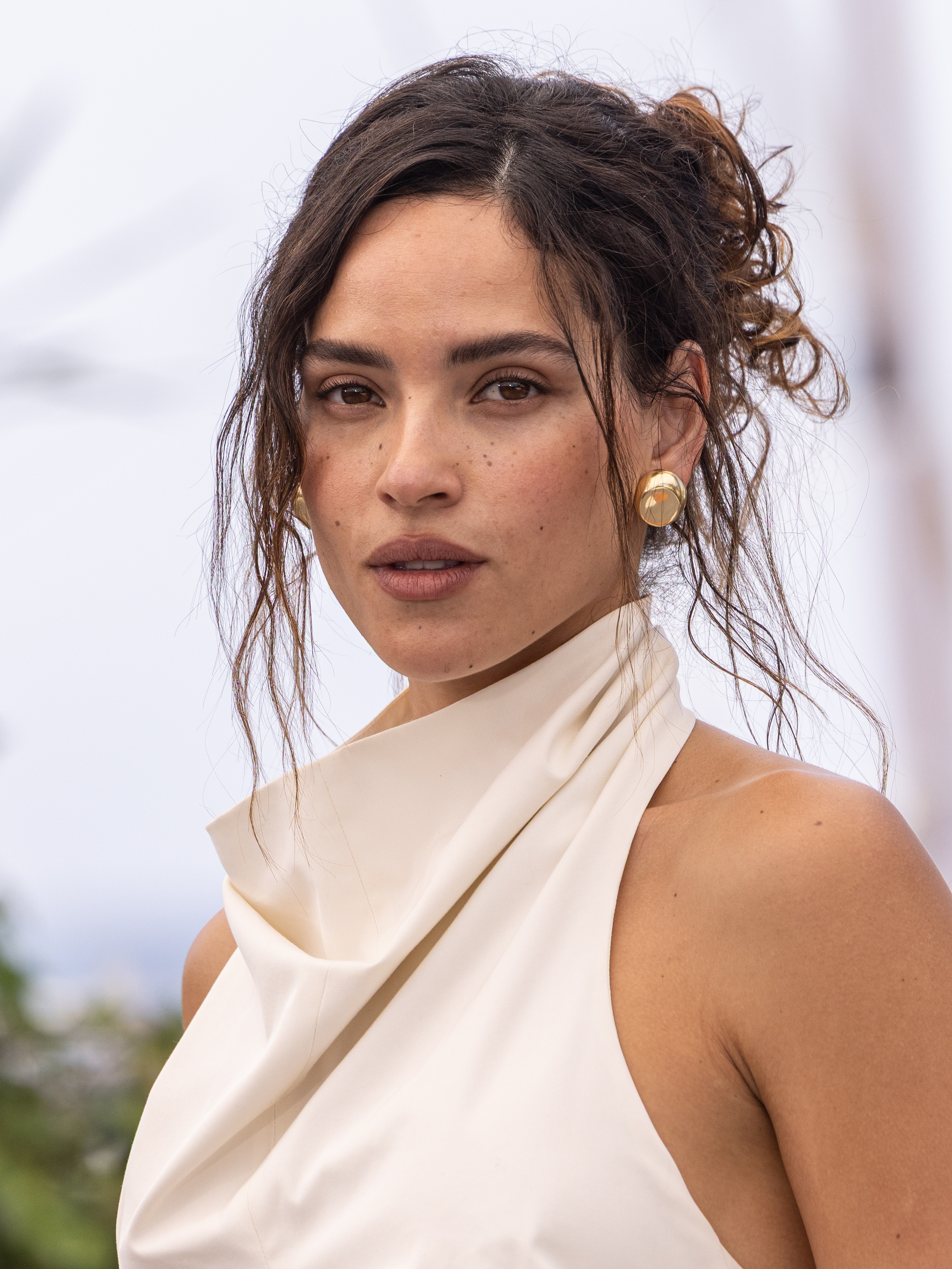
Adria Arjona bei den Filmfestspielen von Cannes 2025

Adria Arjona (bürgerlich Adria Arjona Torres) (* 25. April 1992 in Puerto Rico) ist eine puerto-ricanische Schauspielerin, die in den USA lebt und arbeitet.

## Leben
Adria Arjona ist die Tochter des guatemaltekischen Sängers Ricardo Arjona, ihre Mutter ist Puerto-Ricanerin. Wegen der Arbeit ihres Vaters und dessen Konzerten in Latein- und Südamerika reiste sie schon in ihrer Kindheit sehr viel und lebte hauptsächlich in Mexiko-Stadt, bis sie zwölf Jahre alt war. Im Alter von 18 Jahren zog sie alleine nach New York City, da sie eine Karriere als Schauspielerin anstrebte. Seit 2014 tritt sie regelmäßig in Film und Fernsehen in Erscheinung. Dabei ist sie hauptsächlich durch ihr Mitwirken in verschiedenen Fernsehserien bekannt, darunter die Rollen als Dani Silva in Person of Interest (2014–2015) und als Emily in der zweiten Staffel von True Detective (2015). Im Jahr 2017 hatte sie die Hauptrolle der Dorothy Gale in der Serie Emerald City – Die dunkle Welt von Oz inne. 2019 spielte sie in der sechsteiligen Mini-Serie Good Omens die Anathema Apparat.
Seit 2024 ist sie mit dem amerikanischen Schauspieler Jason Momoa liiert.

## Filmografie

### Filme
- 2012: Loss
- 2015: Wedding in New York
- 2015: Eos
- 2016: Das Belko Experiment (The Belko Experiment)
- 2016: Anomalous
- 2018: Pacific Rim: Uprising
- 2018: How to Party with Mom (Life of the Party)
- 2019: Triple Frontier
- 2019: 6 Underground
- 2021: Sweet Girl
- 2022: Morbius
- 2022: Father of the Bride
- 2023: A Killer Romance (Hit Man)
- 2023: The Absence of Eden
- 2024: Los Frikis
- 2024: Blink Twice
- 2025: Splitsville

### Serien
- 2014: Unforgettable (Episode 3x04)
- 2014–2015: Person of Interest (2 Episoden)
- 2015: Narcos (Episode 1x02)
- 2015: True Detective (6 Episoden)
- 2017: Emerald City – Die dunkle Welt von Oz (Emerald City, 10 Episoden)
- 2019: Good Omens (5 Episoden)
- 2020: Monsterland (Episode 1x06)
- 2022: Irma Vep (3 Episoden)
- 2022–2025: Andor